# نيك بيتمان (ممثل)
نيك بيتمان هو عارض وكاتب سيناريو وممثل كندي، ولد في 18 نوفمبر 1986 في بيرلينجتون في كندا.

## أعمال

### أفلام
- (2016) كيف تكون عازبا[4]

## وصلات خارجية
- الموقع الرسمي
- نيك بيتمان على موقع IMDb (الإنجليزية)
- نيك بيتمان على موقع ألو سيني (الفرنسية)
- نيك بيتمان على موقع أول موفي (الإنجليزية)
- نيك بيتمان على موقع قاعدة بيانات الفيلم (الإنجليزية)
- نيك بيتمان على موقع كينوبويسك (الروسية)